# علم المحيطات الكيميائي

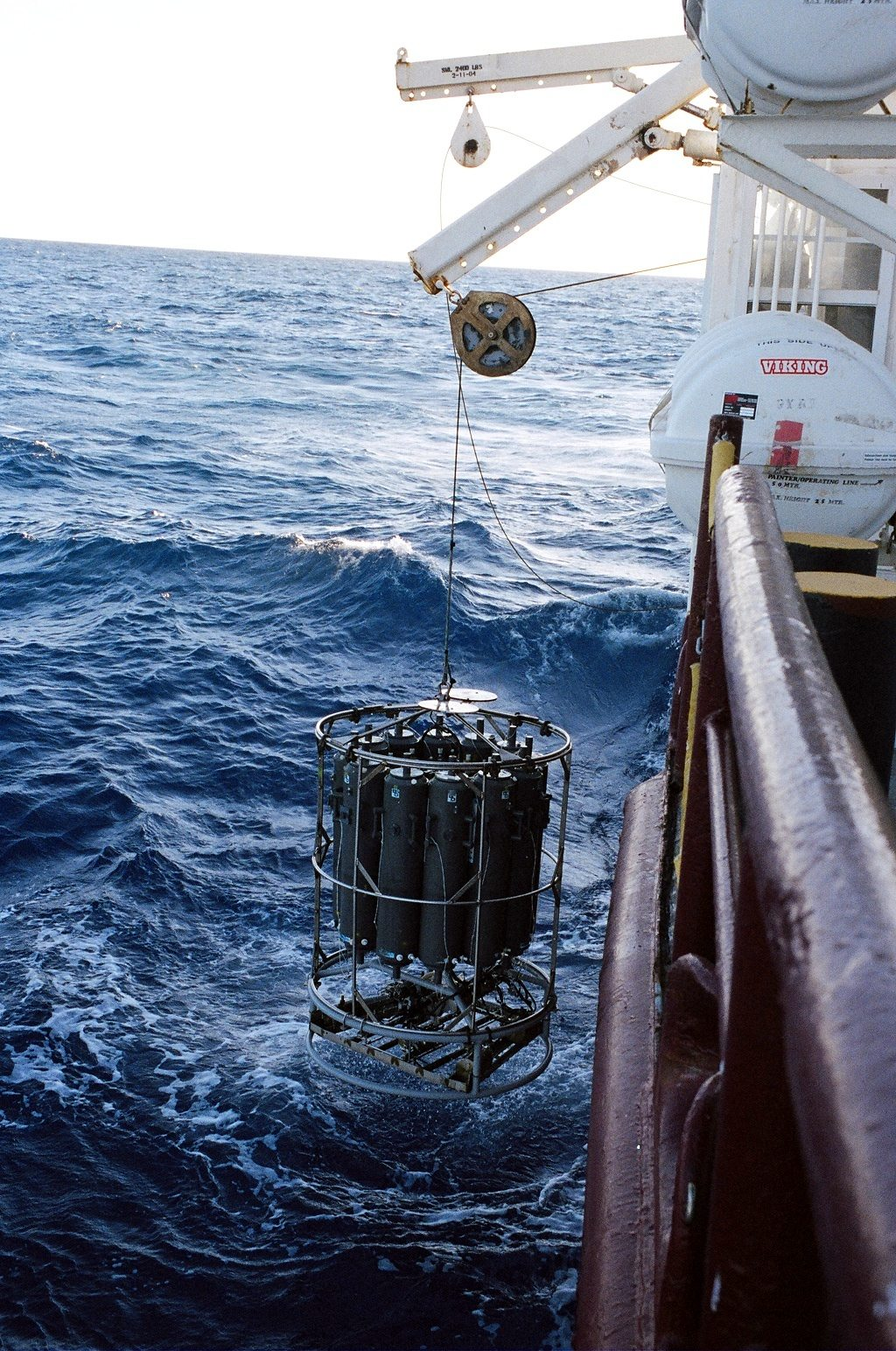

علم المحيطات الكيميائية (بالإنجليزية: Chemical oceanography)‏ أو الكيمياء البحرية، هو دراسة سلوك العناصر الكيميائية في المحيطات، إضافةً إلى أنه يدرس دراسة كيمياء المحيط وتفاعله الكيميائي مع الغلاف الجوي، وهي إحدى فروع علم المحيطات بجانب الفروع الأخرى مثل الفيزيائية والجيولوجية والبيولوجية.